# Neil Connolly
Neil Connolly (ur. 22 listopada 1982) – kanadyjski snowboardzista. Nie startował na igrzyskach olimpijskich. Jego najlepszym wynikiem na mistrzostwach świata jest 6. miejsce w Big Air na mistrzostwach w Whistler. Jego najlepszym wynikiem olimpijskim jest 10. miejsce w halfpipe’ie Najlepsze wyniki w Pucharze Świata osiągnął w sezonie 2003/2004, kiedy to zajął 2. miejsce w klasyfikacji Big Air.

## Sukcesy

### Mistrzostwa Świata
| Miejsce | Dzień       | Rok  | Miejscowość | Konkurencja | Zwycięzca     |
| ------- | ----------- | ---- | ----------- | ----------- | ------------- |
| 26.     | 17 stycznia | 2003 | Kreischberg | Halfpipe    | Markus Keller |
| 21.     | 18 stycznia | 2003 | Kreischberg | Big Air     | Risto Mattila |
| 6.      | 21 stycznia | 2005 | Whistler    | Big Air     | Antti Autti   |

### Puchar Świata

#### Miejsca w klasyfikacji generalnej
- 2002/2003 - -
- 2003/2004 - -
- 2004/2005 - -
- 2005/2006 - 150.
- 2007/2008 - 143.
- 2008/2009 - 97.
- 2009/2010 - 199.

#### Miejsca na podium
1. Kreischberg – 24 stycznia 2004 (Big Air) - 1. miejsce
2. Monachium – 31 stycznia 2004 (Big Air) - 3. miejsce